# Bezourek
Bezourek je přírodní památka katastrálním území Syrovic v okrese Brno-venkov. Vyhlášena byla usnesením Rady Jihomoravského kraje s účinností od 1. ledna 2014. Předmětem ochrany jsou poslední zachovalé zbytky kvalitních subpanonských stepních trávníků s řadou zvláště chráněných a vzácných druhů rostlin a živočichů. Území je od 1. prosince 2007 též vyhlášeno jako evropsky významná lokalita.
Cílem ochrany je stabilizace a udržení podmínek pro existenci a rozvoj stepních trávníků. Zajímavostí je také to, že tato lokalita nemá ochranné pásmo. Nebylo vyhlášeno ani 50metrové ochranné pásmo stanovené zákonem o ochraně přírody a krajiny. Dovodem je zjištění, že se v okolí nenachází žádné rušivé vlivy, ani ty potenciální.
Chráněné území je součástí honitby 6221110005 Syrovice, je tedy využíváno při výkonu práva myslivosti.

## Lokalita
Chráněné území se nachází severně od zastavěného území obce Syrovice v okrese Brno-venkov.

## Přírodní poměry

### Geologie
Geologickým podkladem území jsou vápnité jíly až pestré jíly a písky spodního torionu, který je z části překrytý sprašemi převážně vápnitých jílů a písků. Z návrhu na vyhlášení chráněného území vyplývá, že v letech 2008 a 2009 došlo k nelegálnímu odtěžení části písčitého sedimentu. Těžba materiálu nikdy nebyla oficiálně povolena a zdroje sedimentu nejsou významné.

### Flora
Území je významné z botanického hlediska, protože se na něm nachází zbytky kvalitních suchých stepních trávníků, které jsou zde současně předmětem ochrany. Z návrhu vyhlášení pak vyplývá, že při botanické inventarizaci prováděné v roce 2009 bylo nalezeno přibližně 129 druhů vyšších rostlin, z nichž 5 druhů patří k druhům zvláště chráněným. Dalších 29 taxonů je pak zařazeno do Černého a červeného seznamu cévnatých rostlin ČR.
Z informační tabule umístěné v chráněném území vyplývá, že se v území nachází kriticky ohrožený len chlupatý (Linum hirsutum), ohrožený len tenkolistý (Linum tenuifolium), kozinec vičencovitý (Astragalus onobrychis) a hvězdnice chlumní (Aster amellus). Dalšími bylinami, které lze v území spatřit, jsou vičenec písečný (Onobrychis arenaria), třešeň křovitá (Prunus fruticosa) nebo čistec roční (Stachys annua), který běžně roste na polích, avšak v současné době patří k ohroženým druhům české květeny.

### Fauna
Informační tabule uvádí, že zde byly spatřeny druhy hmyzu kudlanka nábožná (Mantis religiosa), pačmelák skalní (Bombus rupestris), čmelák úhorový (Bombus ruderarius), z motýlů pak otakárek ovocný (Iphiclides podalirius) a z plazů ještěrka obecná (Lacerta agilis).